# Carex petricosa
Carex petricosa är en halvgräsart som beskrevs av Chester Dewey. Carex petricosa ingår i släktet starrar, och familjen halvgräs.

## Underarter
Arten delas in i följande underarter:
- C. p. misandroides
- C. p. petricosa